# Are You Sure
Are You Sure ist der Titel eines englischsprachigen Popsongs, der von den Allisons gesungen, 1961 zu einem Nummer-eins-Hit in Großbritannien wurde und beim Grand Prix Eurovision 1961 Platz zwei belegte.

## Geschichte
Die Autoren des Songs Are You Sure sind die Briten John Alford (Musik) und Colin Day (Text), die unter dem Pseudonym John und Bob Allison 1959 das Gesangsduo The Allisons gegründet hatten. Der Text ist ein Abschiedslied, in dem es um die Frage geht:

“Are you sure you won’t be sorry? Comes tomorrow, you won’t want me back again to hold you tightly?”

„Bist du sicher, du wirst es nicht bereuen? Wirst du mich auch morgen nicht mehr mögen, nicht mehr an mir festhalten wollen?“

Are You Sure war für die erste Schallplattenveröffentlichung der Allisons vorgesehen. Die Autoren schickten der Plattenfirma Fontana Anfang 1961 eine Demoband ihres Titels, die sich sofort bereiterklärte, Are You Sure auf einer Single zu veröffentlichen. Die Single erschien in Großbritannien im Februar 1961 unter der Katalog-Nummer 294. Am 24. Februar meldete die britische Musikzeitung New Musical Express, dass Are You Sure einen neuen Verkaufsrekord erzielt hatte, und nahm den Titel in ihre Chartliste Top 30 auf. Am 7. und 21. April eroberten die Allisons Platz eins der NME-Charts, wobei es ihnen gelang, Elvis Presley mit Wooden Heart zu verdrängen. Zuvor hatten die Allisons mit Are You Sure den britischen Ausscheid für den Grand Prix Eurovision 1961 gewonnen und dort den zweiten Platz erreicht.
Durch die Erfolge in Großbritannien und beim Grand Prix fand der Song Are You Sure eine weltweite Verbreitung. Singles erschienen fast überall in Europa, aber auch in den USA, Australien und Neuseeland. In den Hitlisten von Norwegen und Neuseeland stand der Titel auf Platz eins, in den Niederlanden auf dem siebten Platz, und in Deutschland, wo der Song ebenfalls von Fontana veröffentlicht worden war, kam er auf Rang elf.

## Coverversionen
Der Erfolg der Melodie von Are You Sure veranlasste mehrere Interpreten, noch 1961 ihre eigene Version zu veröffentlichen. In Großbritannien war es das Duo Don Duke & Bobby Stevens. Einen französischen Text mit dem Titel Soeur Anne sangen Richard Anthony sowie Franck & Johnny. In Norwegen hatte Carl Christian Bøyesen Are You Sure in Er du sikker umgeschrieben, und RCA Norwegen veröffentlichte den Titel mit dem Duo Kurt Foss & Reidar Bøe.
Von Klaus Munro stammt die deutschsprachige Coverversion mit dem Titel Ahoi – Ohé. Er wandelte das Original in einen Sehnsuchts-Song um: „Uns ruft die weite See, wir fahr’n hinaus, denn nichts hält uns zu Haus.“ Gesungen wurde der Text von den Blue Diamonds, Will Brandes & Hans Lucas sowie den Continentals. In die Hitparaden schafften es nur die Blue Diamonds, die es in den Top 50 auf Platz elf brachten.

## Diskografie (Vinylsingles)
| Interpretation            | Titel        | Katalog-Nr.    | Veröffentlichung            |
| ------------------------- | ------------ | -------------- | --------------------------- |
| The Allisons              | Are You Sure | Fontana 294    | Großbritannien Februar 1961 |
| The Allisons              | Are You Sure | London 1977    | USA März 1961               |
| The Allisons              | Are You Sure | Fontana 267139 | Deutschland Mai 1961        |
| Don Duke & Bobby Stevens  | Are You Sure | Embassy 439    | UK März 1961                |
| Blue Diamonds             | Ahoi – Ohé   | Fontana 266226 | Deutschland Mai 1961        |
| Will Brandes & Hans Lucas | Ahoi – Ohé   | Columbia 21822 | Deutschland Mai 1961        |
| Continentals              | Ahoi – Ohé   | Decca 19211    | Deutschland Juni 1961       |
| Franck & Johnny           | Soer Anne    | Bel Air 111030 | Belgien 1961                |
| Richard Antony            | Soeur Anne   | Columbia 478   | Frankreich 1961             |
| Kurt Foss & Reidar Bøe    | Er du sikker | RCA 1041       | Norwegen 1961               |